# Gabrielle Berthoud
Hélène Gabrielle Berthoud (* 15. Juni 1907 in Grandchamp; heimatberechtigt in Couvet und Neuenburg; † 5. April 1987 ebenda) war eine Schweizer Historikerin.

## Leben und Wirken
Gabrielle Berthoud war Tochter der Louise-Hélène geborene Chapuis sowie des Hochschullehrers und Chemikers Alfred Berthoud. Sie studierte von 1926 bis 1929 Geisteswissenschaften an der Universität Neuenburg, wo sie Schülerin von Arthur Piaget war. Anschliessend wechselte sie bis 1930 an die Universität Freiburg. Von 1930 bis 1933 hielt sich Berthoud in Paris auf, wo sie Vorlesungen von Abel Lefranc und Augustin Renaudet besuchte. Sie traf dort auch die Verlegerin Eugénie Droz.
Berthoud unterrichtete als Professorin an der Sekundarschule Boudry-Cortaillod (1934–1948) und an der Höheren Töchterschule Neuenburg (1948–1970). Sie war von 1944 bis 1985 Mitglied des Redaktionskomitees des «Musée neuchâtelois». Von 1950 bis 1951 amtierte Berthoud als Präsidentin der «Société d’histoire et d’archéologie» des Kantons Neuenburg sowie 1956 und 1967 als Präsidentin der Sektion Neuenburg. Zwischen 1928 und 1986 verfasste sie zahlreiche Publikationen zur Geschichte der Reformation, der religiösen Propaganda und des Buches. Die Universität Neuenburg verlieh ihr 1980 die Würde einer Ehrendoktorin.
Berthoud starb im Alter von 79 Jahren in Neuenburg. Sie blieb ledig. Das Staatsarchiv bewahrt ihren wissenschaftlichen Nachlass, das Stadtarchiv den privaten Nachlass, gemeinsam mit dem ihrer Schwester Annie Berthoud, die als Pharmazeutin arbeitete.

## Schriften (Auswahl)
- mit Arthur Piaget: Notes sur le livre des martyrs de Jean Crespin. Université de Neuchâtel, 1930.
- Henri Meylan. Aspects de la propagande religieuse. Études. Droz, Genf 1957.
- Le pasteur Antoine Mermet. De Dombresson à Nérac, 1536–1607. In: Mélanges d’histoire du xvie siècle offerts à Henri Meylan. 1970, S. 139–152.
- Antoine Marcourt. Réformateur et pamphlétaire du «Livre des marchans» aux placards de 1534. Droz, Genf 1973.
- Bible et foi réformée dans le Pays de Neuchâtel, 1530–1980. Exposition organisée par la ville de Neuchâtel et l’Église réformée évangélique du canton de Neuchâtel à l’occasion du 450e anniversaire de la Réformation neuchâteloise. Neuchâtel, Bibliothèque de la Ville, 1er octobre – 7 décembre 1980. Bibliothèque de la Ville, Neuchâtel 1980.

## Belege
1. 1 2 3  Maurice de Tribolet: Gabrielle Berthoud. In: Historisches Lexikon der Schweiz.  23. August 2001.
2. ↑  Louis-Edouard Roulet: En hommage à Gabrielle Berthoud. S. 203.
3. ↑  Louis-Edouard Roulet: En hommage à Gabrielle Berthoud. S. 202.
4. ↑  floraweb.ne.ch: Gabrielle Berthoud (1962–1986).
5. ↑  neuchatelville.ch: Fonds Annie et Gabrielle Berthoud (1909–1980).

| Personendaten    | Personendaten                                   |
| ---------------- | ----------------------------------------------- |
| NAME             | Berthoud, Gabrielle                             |
| ALTERNATIVNAMEN  | Berthoud, Hélène Gabrielle (vollständiger Name) |
| KURZBESCHREIBUNG | Schweizer Historikerin                          |
| GEBURTSDATUM     | 15. Juni 1907                                   |
| GEBURTSORT       | Grandchamp, Schweiz                             |
| STERBEDATUM      | 5. April 1987                                   |
| STERBEORT        | Neuenburg, Schweiz                              |